# Ursus C-325
Ursus C-325 – lekki ciągnik rolniczy, produkowany w latach 1959–1963 przez Zakłady Mechaniczne Ursus.

## Historia modelu
W związku z rosnącymi wymaganiami rolnictwa w II połowie lat 50. oraz wyczerpaniem możliwości modernizacyjnych ciągnika Ursus C-451, Zakłady Mechaniczne Ursus w 1955 roku, oraz Centralne Biuro Konstrukcyjne Ciągników i Silników Wysokoprężnych w Warszawie w roku 1956, przystąpiły do prac nad nowymi modelami lekkich ciągników rolniczych. Rezultaty swoich prac obydwa zespoły zaprezentowały w 1957 roku. Warszawskie biuro konstrukcyjne skonstruowało prototyp ciągnika Rola 25, natomiast Dział Głównego Konstruktora Zakładów Mechanicznych Ursus trzy prototypy modelu C-22. Po serii badań i testów zadecydowano o kontynuowaniu dalszych prac nad konstrukcją z Zakładów Mechanicznych, która otrzymała oznaczenie C-325.
Do napędu Ursusa C-325 zastosowano 2-cylindrowy silnik wysokoprężny S-312 o pojemności skokowej 1810 cm³ i mocy maksymalnej 18,4 kW (25 KM). Model ten wyposażono w nowoczesne, ułatwiające eksploatację układy i zespoły:
- hydraulikę siłową z trzypunktowym układem zawieszenia (TUZ),
- wał odbioru mocy zależny i niezależny (WOM)
- dociążenie kół tylnych
- zmienny prześwit i rozstaw kół.

W sierpniu 1959 roku wyprodukowano serię informacyjną 25 egzemplarzy. Do produkcji seryjnej przystąpiono w grudniu 1959 roku, a zakończono ją w 1963 roku. Łącznie w latach 1959–1963 fabrykę opuściło 26 282 sztuki. Ciągniki z początku produkcji miały kwadratową tarczę tylnych felg i cały obciążnik, który zmieniono na tzw. „ćwiartki”/„budynie” ze względu na ich kolor kości słoniowej. Szybko zostały zmienione na sześcioramienne gwiazdy, gdyż poprzednie były bardzo podatne na uszkodzenia. W drugiej połowie 1962 roku, wprowadzono nowszy typ felg i obciążników, znanych z C-328 i C-330, z pierwszych lat produkcji, od numeru 21000. Do roku 1961 montowane były wskaźniki ciśnienia oleju i temperatury wody elektryczne (takie jak w Warszawie, czy Syrenie), które zastąpiono wskaźnikami PAL stosowanych w Zetorach, a następnie produkcji INCO Warszawa. W ciągnikach były montowane kolektor i tłumik tzw. boczny, opcjonalnie pionowy, przykręcany bezpośrednio do kolektora i zakończony kolankiem.
W roku 1963 rozpoczęto produkcję ciągnika C-328, będącego modernizacją modelu C-325, a po kolejnej modernizacji w 1967 roku wprowadzono oznaczanie C-330. Model ten, kilkakrotnie modernizowany, był produkowany do 1993 roku.

## Dane techniczne

### Silnik
- Typ: Ursus S-312[7]
- Rodzaj: wysokoprężny, 2-cylindrowy, chłodzony cieczą, z bezpośrednim wtryskiem paliwa i żeliwną głowicą i kadłubem[7]. Dekompresator umieszczony w bloku silnika
- Pojemność skokowa – 1810 cm³[7]
- Moc: 18,4 kW (25 KM) przy 2000 obr./min[7]
- Maks. moment obrotowy: 93 Nm przy 1700 obr./min[7]
- Stopień sprężania – 17[7]
- Średnica cylindra – 98 mm[7]
- Skok tłoka: 120 mm[7]

### Napęd
- sprzęgło: suche, dwutarczowe, dwustopniowe, wyłączane mechanicznie[1]
- skrzynia biegów: mechaniczna, niesynchronizowana, o 3 biegach do przodu i 1 wstecznym, z dwustopniowym reduktorem (6 przełożeń do przodu i 2 wsteczne)[2]
- zawieszenie i napęd: oś przednia nienapędzana sztywna, jednoczłonowa belkowa, zamocowana wahliwie na sworzniu
- mechanizm kierowniczy: 2-drążkowy z przekładnią zębatą
- hamulec: bębnowy sterowany mechanicznie, hamulce koła lewego i prawego uruchamiane oddzielnie z możliwością sprzęgnięcia[1]
- maksymalna prędkość: do przodu 20,2 km/h[3]
- maksymalna siła uciągu; 11 000 N[3]
- ogumienie: dętkowe, przód 6,00 – 16″, tył 10,00 – 28″[1]
- rozstaw kół:[1]
  - przednich: 1250 i 1500 mm
  - tylnych: 1250 do 1850 mm
- minimalna średnica skrętu: 3,2 m (2,7 m z użyciem hamulców niezależnych)[3]

### Układ agregowania
- podnośnik hydrauliczny z regulacją kopiującą i dociążaniem tylnej osi
- TUZ kat. II według ISO, udźwig 700 kg
- WOM zależny i niezależny 540 obr./min
- przystawka pasowa o prędkości obrotowej 1430 obr./min
- zaczepy: górny zaczep transportowy i belka narzędziowa